# 려현역
려현역(礪峴驛)은 조선민주주의인민공화국 개성특별시 개풍구역에 있는 평부선의 철도역이다. 1923년 7월 1일 완공되었다.